# Tractus Armoricanus et Nervicanus

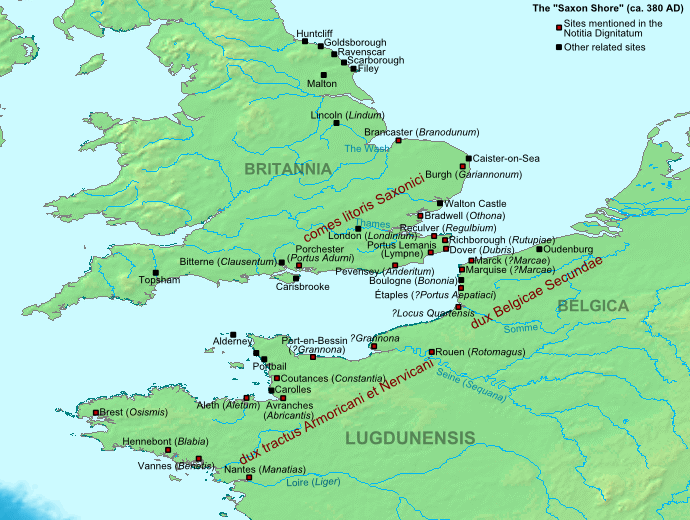
Le Tractus Armoricanus et Nervicanus et le reste du litus Saxonicum.

Le Tractus Armoricanus et Nervicanus (parfois en français division armoricaine et nervienne ou division armoricaine et nervicane) est la région administrative militaire qui couvre tout l’ouest de la Gaule depuis l'embouchure du Rhin jusqu'à la Gironde. L'administration de l'empire romain a mis en place dans cette circonscription des garnisons côtières (les Limitanei échelonnés sur les cours inférieurs des fleuves) et des ports militaires chargés de s'opposer aux raids de pirates germaniques, faisant de ce dispositif de défense côtière l'équivalent maritime du Limes de Germanie.
Son existence est attestée pour la première fois en 425 dans la Notice des Dignités. . Elle succède à celle supposée du Tractus Belgicae et Armoricae, mentionnée par Eutrope en 369, elle-même issue de la partition dans le courant du IVe siècle du Litus Saxonicum en deux commandements, l'un insulaire, et l'autre continental.
Le tractus Armoricanus et Nervicanus est placé sous le commandement du Dux tractus Armoricanus et Nervicanus, un « duc » (grade militaire de l’armée romaine).

## Dux tractus Armoricani
- Extrait de la Notitia dignitatum, section XXXVII. Dux tractus Armoricani. :

| Version en latin | Traduction |
| --- | --- |
| Sub dispositione viri spectabilis ducis tractus Armoricani et Nervicani : Tribunus cohortis primae novae Armoricanae, Grannona in litore Saxonico. Praefectus militum Carronensium, Blabia. Praefectus militum Maurorum Benetorum, Benetis. Praefectus militum Maurorum Osismiacorum, Osismis. Praefectus militum superventorum, Mannatias. Praefectus militum Martensium, Aleto. Praefectus militum primae Flaviae, Constantia. Praefectus militum Ursariensium, Rotomago. Praefectus militum Dalmatarum, Abrincatis. Praefectus militum Grannonensium, Grannono. | Sous les ordres de l’honorable duc de la division Armoricani et Nervicani : Le tribun de la première cohorte de la Novae Armoricae, Grannona sur le littoral saxon, Le commandant des soldats carronenses, à Blabia (Blaye / Hennebont? / Port-Louis?), Le commandant des soldats maures chez les Vénètes, à Benetis (Vannes), Le commandant des soldats maures chez les Osismes, à Osismis (Brest), Le commandant des soldats-chasseurs, à Mannatias (Nantes), Le commandant des soldats de Mars, à Aleto (Aleth), Le commandant des soldats de la Première (légion) Flaviae, à Constantia (Coutances), Le commandant des soldats ursarienses, à Rotomago (Rouen), Le commandant des soldats dalmates, à Abrincatis (Avranches), Le commandant des soldats grannonenses, à Grannono |

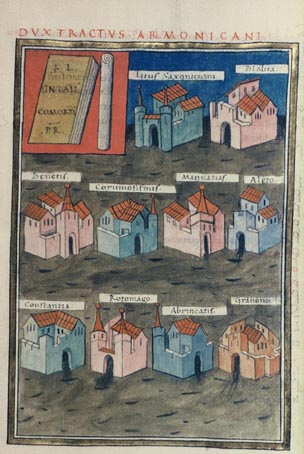
Notitia dignitatum.

## Une Armorique agrandie
La fédération armoricaine est une alliance des peuples gaulois vivant entre Seine et Loire contre les Romains lors de la conquête de Jules César. 
Les Romains reprennent le nom d’Armorique au IVe siècle, lors de la création du Tractus Armoricanus et Nervicanus. La province romaine militaire d'Armorique s'étend alors de l'estuaire de la Gironde à celui de la Somme et au-delà.
L'interprétation d'un tractus armoricain au sud de la Loire a donné lieu à une confusion déjà ancienne entre Blaye en Gironde et Blavet dans le Morbihan. Félix Le Royer de La Sauvagère démontre dès 1770 l'erreur commise un siècle plus tôt par Adrien de Valois, qui plaçait Blavia en Bretagne à l'emplacement de l'actuel Port-Louis, alors qu'il s'agit bien de Blaye, sur l'estuaire de la Garonne : Praefectus militum Carronentium, at Blabia, ce que confirme également Joseph Loth, éminent linguiste et historien français né à Guémené-sur-Scorff : « le nom de Blavet n'apparaît pour Port-Louis qu'au XVe siècle,. »